# Тындала (Западно-Казахстанская область)
Тындала (каз. Тыңдала, до 2022 — Карпово) — село в Байтерекском районе Западно-Казахстанской области Казахстана. Входит в состав Шалгайского сельского округа. Находится примерно в 36 км к северо-западу от села Перемётное. Код КАТО — 274447300.

## Население
В 1999 году население села составляло 333 человека (163 мужчины и 170 женщин). По данным переписи 2009 года, в селе проживало 105 человек (56 мужчин и 49 женщин).

## История
До 1941 года входило в состав Озинского района Саратовской области.